# Cerco de Vã (1548)
O cerco de Vã ocorreu em 25 de agosto de 1548 quando Solimão, o Magnífico atacou o Irã em sua segunda campanha da Guerra Otomano-Safávida de 1532–1555. A cidade de Vã, que há muito tempo é estratégica na Anatólia Oriental, foi cercada, sitiada e bombardeada. Nesta campanha, Solimão foi acompanhado pelo embaixador francês Gabriel de Luetz, já que a França queria manter uma boa relação com o Império Otomano. Gabriel de Luetz foi capaz de dar conselhos militares decisivos a Solimão, como quando aconselhou sobre o posicionamento da artilharia durante o cerco.